# Premi a la millor light novel del Saló del Manga de Barcelona
El premi a la millor light novel del Saló del Manga de Barcelona és un guardó anual concedit per Ficomic durant el Saló de Manga de Barcelona que té per objectiu premiar a la millor novel·la lleugera (també coneguda com "ranobe" o "light novel") de l'any publicada a l'estat espanyol. El premi es va concedir per primera vegada el 2019, al 25 Manga Barcelona.
El premi no té dotació econòmica i s'atorga per votació popular mitjançant la pàgina web de Ficomic, en la qual tothom hi pot emetre un vot. El sistema de votació funciona a dues voltes, amb una primera votació de la qual resulta elegida una llista de nominats. A la segona votació es determina el guanyador per votació popular.

## Palmarès
| Any                                                 | Títol                              | Autor/a             | Editorial |
| --------------------------------------------------- | ---------------------------------- | ------------------- | --------- |
| 2019                                                |                                    |                     |           |
| Re: Zero - Empezar de cero en un mundo diferente    | Tappe Nagatsuki, Shinichiro Otsuka | Planeta Cómic       |           |
| El jardín de las palabras                           | Makoto Shinkai                     | Planeta Cómic       |           |
| The Promised Neverland: La carta de Norman          | Kaiu Shirai, Nanao, Posuka Demizu  | Norma               |           |
| 2020                                                |                                    |                     |           |
| Candy Candy, la historia definitiva                 | Keiko Nagita                       | Arechi Manga        |           |
| Goblin Slayer!                                      | Kumo Kagyu                         | Editorial Ivrea     |           |
| Dragon Ball Super – Broly                           | Akira Toriyama, Masatoshi Kusakabe | Planeta Cómic       |           |
| 2021                                                |                                    |                     |           |
| Diario de un mangaka                                | Inio Asano                         | Milky Way Ediciones |           |
| Guardianes de la noche: La flor de la felicidad     | Aya Yajima, Kogoharu Gotouge       | Norma               |           |
| Japón, de estudiante a mangaka                      | Blanca Mira, Inma R                | Planeta Cómic       |           |
| 2022                                                |                                    |                     |           |
| Me enamoré de la villana                            | Hanagata i Inori                   | Sekai Editorial     |           |
| Josee, el Tigre y los Peces                         | Seiko Tanabe                       | Planeta Cómic       |           |
| Guardianes de la Noche: La mariposa de una sola ala | Aya Yajima y Koyoharu Gotouge      | Norma               |           |
| 2023                                                |                                    |                     |           |
| Me enamoré de la villana                            | Hanagata i Inori                   | Sekai Editorial     |           |
| La tejedora que urde una història de amor ciego     | Mahiro Kobayakawa i Nagi Kasumi    | Monogatari Novels   |           |
| Yona, Princesa del Amanecer: Bajo la misma luna     | Tôko Fujitani i Mizuho Kusanagi    | Norma               |           |
| 2024                                                |                                    |                     |           |
| Suzume                                              | Makoto Shinkai                     | Planeta Cómic       |           |
| Konosuba: ¡Bendito sea este maravilloso mundo!      | Natsume Akatsuki / Kurone Mishima  | Sekai Editorial     |           |
| La tejedora que urde una historia de Amor Ciego nº2 | Mahiro Kobayakawa                  | Monogatari Novels   |           |